# Clydie King
Clydie Mae King (Dallas, 21 de agosto de 1943-Monrovia, California, 7 de enero de 2019) fue una cantante estadounidense, conocida por su trabajo de sesión como vocalista de apoyo. King también grabó en solitario bajo su nombre. En la década de 1970, grabó como Brown Sugar, y su sencillo Loneliness (Will Bring Us Together Again) alcanzó el número 44 en las listas de Billboard R&B en 1973.

## Vida y carrera
King nació en Dallas, Texas, y después de la muerte de su madre fue criada por su hermana mayor. Después de comenzar a cantar en la iglesia local, se mudó con su familia a Los Ángeles a principios de los años cincuenta. Descubierta por el compositor Richard Berry, King comenzó su carrera de grabación en 1956 con Little Clydie and the Teens; antes de ser miembro de Raelettes de Ray Charles durante tres años, contribuyó a las grabaciones de principios de los años sesenta del productor Phil Spector. Grabó Sencillos en solitario para Specialty Records, Kent Records y otros. Su sencillo solista de 1971, Bout Love, alcanzó el número 45 en la tabla de R&B.
King proporcionó las voces de apoyo para Humble Pie, que tuvo un gran éxito en los Estados Unidos, y se convirtió en una cantante de sesión muy solicitada, trabajó con Venetta Fields y Sherlie Matthews y grabó con BB King, The Rolling Stones, Steely Dan, Barbra Streisand, Bob Dylan, Linda Ronstadt, Joe Cocker, Dickey Betts, Joe Walsh y muchos otros. Fue miembro de The Blackberries with Fields y Matthews y cantó en la gira de Joe Cocker Mad Dogs and Englishmen, que se convirtió en un largometraje. En 1971, apareció en el álbum de Gandarva de Beaver and Krause. Ella cantó la voz principal en el Walkin 'By the River inflexo en el evangelio. Ray Brown tocó el bajo en el corte. Junto con Merry Clayton, ella cantó las voces de fondo en el éxito seminal de Lynyrd Skynyrd Sweet Home Alabama.
Se casó dos veces. Primero con Robin Hale, con quien tuvo tres hijos, Christopher y Randy Hale, así como Magge Hale. Su segundo marido fue Tony Collins, con quien tuvo a su hija Delores Collins.
En 1998, los periódicos informaron que la novia de Bob Dylan, Susan Ross, había declarado que Dylan había estado casado en secreto con Clydie King y que tenía dos hijos. También afirmó que él había tenido relaciones a largo plazo con otras vocalistas de apoyo como Helena Springs, Carol Woods y Carol Dennis.
King murió el 7 de enero de 2019, a la edad de 75 años en el poblado de Monrovia, California.

## Discografía

### Singles
- 1956 Little Clydie & The Teens: "A Casual Look" / "Oh Me" (RPM 462)
- 1957 Clydie King: "Nuestro romance" / "Escrito en la pared" (Especialidad 605)
- Clydie King de 1958: "Me invitan a tu fiesta" / "Joven amor tonto" (Especialidad 642)
- 1960 The Meadowlarks: "There A A Girl" / "Blue Mood" (Sonido original 12)
- 1961 The Meadowlarks: "It's Stompin 'Time (Part 1)" / "It's Stompin' Time (Part 2)" (Interlude 101)
- 1962 Clydie King y The Sweet Things: "The Boys In My Life" / "Promises" (Philips 40001)
- 1962 Clydie King y Mel Carter : "A quién amas" / "El lado equivocado de la ciudad" (Philips 40049)
- 1962 Clydie King: "Dar la vuelta" / "No cuelgue el teléfono" (Philips 40051)
- 1963 Clydie King y The Sweet Things: "Only The Guilty Cry" / "By Now" (Philips 40107)
- 1965 Bonnie & The Treasures: "Home of the Brave" / "Our Song" (Phi-Dan 5005)
- 1965 Clydie King: "La emoción se ha ido" / "Si fueras un hombre" (Imperial 66109)
- 1965 Clydie King: "Missin 'My Baby" / "My Love Grows Deeper" (Imperial 66139)
- 1966 Clydie King: "Siempre vuelve a mí" / "Formas suaves y suaves" (Imperial 66172)
- 1967 Jimmy Holiday y Clydie King: "Listos, dispuestos y capaces" / "Conseguimos algo bueno" (Minit 32021)
- Clydie King de 1967: "Uno de esos buenos para llorar en tus días" / "Mis errores de ayer" (Minit 32025)
- Clydie King de 1967: "Nunca dejaré de amarte" / "Shing-A-Ling" (Minit 32032)
- 1969 Clydie King: "Love Now, Pay Later" / "One Part, Two Part" (Minit 32054)
- 1969 Los hermanos y hermanas de Los Ángeles: " The Mighty Quinn " / " Chimes of Freedom " (Ode 121)
- 1969 Los hermanos y hermanas de Los Ángeles: " Los tiempos en que están cambiando " / " El hombre de la pandereta " (Ode 123)
- Clydie King de 1970: "Nunca me ha gustado esto antes" / " El largo y sinuoso camino " (Lizard 21005)
- 1971 Clydie King: "'Bout Love" / "Primera vez, Última vez" (Lizard 21007)
- 1972 Barry Goldberg y Clydie King: "Mockingbird" "/" Jackson Highway "(Reprise 1120)
- 1972 Brown Sugar: "Somebody Stronger" / "One Way Street Called Love" (Abkco 5001)
- 1972 Las moras: "Alguien allá arriba" / "Pero yo lo amo" (Mowest 5020)
- 1973 The Blackberries: "Don't Change On Me" / " Twist and Shout " (A & M 1442)
- 1973 Brown Sugar: "No te detengas" / "Soledad (nos volverá a juntar)" (Bullet 711)
- 1973 Brown Sugar: "No te detengas" / "Soledad (nos volverá a juntar)" (Chelsea 78-0125)
- 1973 Brown Sugar: "Sugar, Did I" / "Moonlight and Taming You" (RCA APBO-0149)
- 1974 Clydie King & Brown Sugar: "Baile con la música" / "El amor puede derribarte" (RCA APBO-0239)
- 1974 The Blackberries: "La vida está llena de alegría" / "La música de ayer" (A & M 1630)
- 1975 Clydie King: "Punish Me" / "Punish Me" (instrumental) (Reino Unido 2801)
- 1977 Clydie King: "Calles llenas de flores" / "Calles llenas de flores" (instrumental) (Whisper WX 2345)

### Álbumes
- 1972 Clydie King: Direct Me (Lizard / Ampex Records, A-20104)
- 1973 Brown Sugar: Brown Sugar con Clydie King (Chelsea Records, BCL1-0368)
- 1976 Clydie King: corriendo para conocerte (Tiger Lily Records, TL 14037)
- 2007 Clydie King: The Imperial & Minit Years (Estados Unidos registros, 5099950958122)

### Como vocalista de acompañamiento (seleccionado)
- Crabby Appleton : Rotten to the Core 1971
- Madura : Madura II 1973
- Las Supremes : Nathan Jones 1971
- Castor y Krause : caminando por el río en Gandarva 1971
- Dickey Betts : el incendio de Atlanta en 1978
- Ray Charles : Love Country Style 1970 - dueto en "Sweet Memories"
- Ray Charles : Es una cosa de Blues 1995 - King cantó " Ode to Billie Joe " rec. 1968
- Neil Diamond : Tap Root Manuscript 1970 - acompañando las voces a Childsong y Missa
- Les Dudek : Say No More 1977 - King cantó " Baby Sweet Baby "
- Bob Dylan : Salvado 1980, Shot of Love 1981, Infidels 1983, Biograph 1985, Down in the Groove 1988, The Bootleg Series Volumes 1–3 (Rare & Unreleased) 1961–1991 1991, The Bootleg Series Vol. 13: No más problemas 1979–1981 2017
- Chuck Girard : Take It Easy 1979
- Pastel Humilde : Comelo 1973
- Elton John : Caribou 1974
- BB King : Indianola Mississippi Seeds 1970 - Angelic Chorus en "Hummingbird"
- Gary St. Clair : Gary St. Clair 1971
- Lynyrd Skynyrd : " Sweet Home Alabama " 1974[10]
- Martha Reeves : Martha Reeves , producida por Richard Perry 1974
- The Rolling Stones : Exile on Main St. 1972
- Linda Ronstadt : No llores ahora 1973, Heart Like A Wheel 1974
- Diana Ross : bebé, soy yo 1977
- Polvoriento Springfield : Cameo 1973
- <i id="mwzw">A Star is Born</i> (banda sonora) 1976
- Steely Dan : No se puede comprar una emoción 1972, The Royal Scam 1976, Aja 1977
- Jean Terrell : Tuve que enamorarme 1978
- Joe Walsh : <i id="mw4A">El fumador que bebes, el jugador que obtienes en</i> 1973
- Barbra Streisand : A Star Is Born - voz de reserva con Venetta Fields como The Oreos 1976